# 16e législature de la Saskatchewan
La 16e législature de la Saskatchewan est élue lors des élections générales de octobre 1967. L'Assemblée siège du 15 février 1968 au 25 mai 1971. Le parti libéral est au pouvoir avec Ross Thatcher à titre de premier ministre.
Le rôle de chef de l'opposition officielle est assumé par Woodrow Stanley Lloyd du Nouveau Parti démocratique jusqu'à son remplacement par Allan Blakeney en juillet 1970.
James Snedker (en) sert comme président de l'Assemblée durant la législature.

## Membres du parlement
Les membres du parlement suivants sont élus à la suite de l'élection de 1967 :
|  | Circonscription électorale     | Membre                            | Parti         |
|  | ------------------------------ | --------------------------------- | ------------- |
|  | Arm River                      | Wilbert McIvor                    | Libéral       |
|  | Athabasca                      | Allan Ray Guy                     | Libéral       |
|  | Bengough                       | Alexander Mitchell                | Libéral       |
|  | Biggar                         | Woodrow Stanley Lloyd             | Néo-démocrate |
|  | Cannington                     | Thomas Milton Weatherald          | Libéral       |
|  | Canora                         | Al Matsalla                       | Néo-démocrate |
|  | Cut Knife                      | Miro Kwasnica                     | Néo-démocrate |
|  | Elrose                         | George Gordon Leith               | Libéral       |
|  | Gravelbourg                    | Lionel Philias Coderre            | Libéral       |
|  | Hanley                         | Robert Andrew Heggie              | Libéral       |
|  | Humboldt                       | Mathieu Theodore Breker           | Libéral       |
|  | Kelsey                         | John Rissler Messer               | Néo-démocrate |
|  | Kelvington                     | Bryan Harvey Bjarnason            | Libéral       |
|  | Kerrobert-Kindersley           | William S. Howes                  | Libéral       |
|  | Kinistino                      | Arthur Thibault                   | Néo-démocrate |
|  | Last Mountain                  | Donald Gilbert MacLennan          | Libéral       |
|  | Lumsden                        | Darrel Verner Heald               | Libéral       |
|  | Maple Creek                    | Alexander C. Cameron              | Libéral       |
|  | Meadow Lake                    | Henry Ethelbert Coupland          | Libéral       |
|  | Melfort-Tisdale                | Clarence George Willis            | Néo-démocrate |
|  | Melville                       | John Russell Kowalchuk            | Néo-démocrate |
|  | Milestone                      | Cyril Pius MacDonald              | Libéral       |
|  | Moose Jaw North                | Gordon Taylor Snyder              | Néo-démocrate |
|  | Moose Jaw South                | William Gwynne Davies             | Néo-démocrate |
|  | Moosomin                       | Ernest Franklin Gardner           | Libéral       |
|  | Morse                          | Wilbert Ross Thatcher             | Libéral       |
|  | Nipawin                        | Frank Kenneth Radloff             | Libéral       |
|  | Notukeu-Willow Bunch           | James Benjamin Hooker             | Libéral       |
|  | Pelly                          | Jim Barrie                        | Libéral       |
|  | Prince Albert East-Cumberland  | Bill Berezowsky                   | Néo-démocrate |
|  | Prince Albert West             | David Gordon Steuart              | Libéral       |
|  | Qu'Appelle-Wolseley            | Douglas Thomas McFarlane          | Libéral       |
|  | Redberry                       | Demitro (Dick) Wasyl Michayluk    | Néo-démocrate |
|  | Regina Centre                  | Allan Emrys Blakeney              | Néo-démocrate |
|  | Regina North East              | Walter Smishek                    | Néo-démocrate |
|  | Regina North West              | Edward Charles Whelan             | Néo-démocrate |
|  | Regina South                   | Gordon Burton Grant               | Libéral       |
|  | Regina South East              | Henry Harold Peter Baker          | Néo-démocrate |
|  | Regina South West              | Donald Mighton McPherson          | Libéral       |
|  | Rosetown                       | George Fredrick Loken             | Libéral       |
|  | Rosthern                       | David Boldt                       | Libéral       |
|  | Saltcoats                      | James Snedker                     | Libéral       |
|  | Saskatoon City Park-University | Joseph Jeffrey Charlebois         | Libéral       |
|  | Saskatoon Mayfair              | John Edward Brockelbank           | Néo-démocrate |
|  | Saskatoon Nutana Centre        | Clarence Leslie Baldwin Estey     | Libéral       |
|  | Saskatoon Nutana South         | William Austin Forsyth            | Libéral       |
|  | Saskatoon Riversdale           | Roy John Romanow                  | Néo-démocrate |
|  | Shaunavon                      | Fernand Larochelle                | Libéral       |
|  | Shellbrook                     | George Reginald Anderson Bowerman | Néo-démocrate |
|  | Souris-Estevan                 | Ian Hugh MacDougall               | Libéral       |
|  | Swift Current                  | Everett Irvine Wood               | Néo-démocrate |
|  | The Battlefords                | Eiling Kramer                     | Néo-démocrate |
|  | Touchwood                      | Frank Meakes                      | Néo-démocrate |
|  | Turtleford                     | Bob Wooff                         | Néo-démocrate |
|  | Wadena                         | Frederick Arthur Dewhurst         | Néo-démocrate |
|  | Watrous                        | Percy Arnold Schmeiser            | Libéral       |
|  | Weyburn                        | James Auburn Pepper               | Néo-démocrate |
|  | Wilkie                         | Joseph Clifford McIsaac           | Libéral       |
|  | Yorkton                        | Bernard David Gallagher           | Libéral       |

Notes:

## Représentation
| Parti                    | Parti                      | Membres |
|                          | Libéral                    | 35      |
|                          | Nouveau Parti démocratique | 24      |
| Total                    | Total                      | 59      |
| Gouvernement majoritaire | Gouvernement majoritaire   | 9       |

Notes: 

## Élections partielles
Des élections partielles peuvent être tenues pour remplacer un membre pour diverses raisons:
| Circonscription | Député élu        | Parti         | Date de scrutin | Motif                                                       |
| --------------- | ----------------- | ------------- | --------------- | ----------------------------------------------------------- |
| Kelvington      | Neil Erland Byers | Néo-démocrate | 25 juin 1969    | Les résultats de l'élection de 1967 sont déclarés invalides |

Notes: